# Futbol'nyj Klub Rotor
Il Futbol'nyj Klub Rotor (in russo футбольный клуб Ротор?), noto semplicemente come Rotor Volgograd o Rotor, è una società calcistica russa con sede nella città di Volgograd. 

## Storia

### Unione Sovietica
Fu fondato nel 1929 col nome di STZ Stalingrado. Partì dalla quarta serie del campionato sovietico di calcio fin dal 1936 col nome di Traktor e, nel 1938, la vinse: grazie anche all'accorpamento di tutti i livelli passò direttamente in prima serie. Mantenne la categoria per oltre dieci anni, ottenendo come miglior piazzamento un quarto posto nel 1939. Tra il 1948 e il 1958 assunse il nome di Torpedo, tornando poi al nome di Traktor. Scesa in seconda serie nel 1950, vi rimase per 20 anni, fino al 1969, quando subì una nuova retrocessione.
Negli anni '70 del XX secolo cambiò nome altre due volte: tra il 1970 e il 1971 fu noto come Stal', tra il 1972 e il 1974 come Barrikady e dal 1975 Rotor; non va dimenticato, poi, che la stessa città di Volgograd era nota fino al 1960 come Stalingrado.
Ottenne l'accesso alla seconda serie solo nel 1981, per ottenere grazie al secondo posto del 1988, il ritorno in massima serie dopo quasi 40 anni. Retrocessa nel 1990 dopo appena due stagioni, l'anno successivo vinse l'ultima edizione della Pervaja Liga.

### Russia
Nella metà degli anni novanta era una delle migliori squadre russe e rivaleggiava con Spartak Mosca per la vittoria del campionato. Il Rotor giunse due volte secondo, nella stagione 1993 e nella stagione 1997. Nel 1995 la squadra eliminò il Manchester Utd dalla Coppa UEFA.
Nel anni duemila i risultati del Rotor non furono più positivi. Nella stagione 2004, dopo un periodo di declino, la squadra, piazzatasi ultima in prima serie, retrocesse in seconda serie. Nell'inverno seguente gli fu revocato il titolo sportivo, ma la società decise di non partecipare alle competizioni dilettantistiche.
Dopo diversi anni trascorsi nelle serie minori, il 19 maggio 2012, grazie al successo casalingo per 3-0 contro il Biolog-Novokubansk, il Rotor festeggiò il ritorno in seconda serie. Dopo appena due stagioni in PFN Ligi, però, il club retrocesse in terza serie. L'anno seguente, nel corso della stagione 2014/2015, il club abbandonò le competizioni per fallimento; il 9 aprile 2015 fu fondata una nuova società col nome di Rotor-Volgograd. La squadra, tornata dopo appena una stagione al calcio professionistico, vinse immediatamente il proprio Girone, salendo in seconda serie.
Al termine della stagione 2017-2018 la squadra retrocesse sul campo, ma, a causa dei numerosi fallimenti, tutte le retrocessioni furono azzerate e il club poté iscriversi in seconda serie. Il 13 luglio 2018 il club tornò alla storica denominazione di Rotor.

### Cambi di denominazione
- Traktorostroitel Stalingrad (1929~1936)
- Dzerzhinets-STZ Stalingrad (1936)
- Traktor Stalingrad (1937~47)
- Torpedo Stalingrad (1948~57)
- Traktor Stalingrad (1958~60)
- Traktor Volgograd (1961~69)
- Stal Volgograd (1970~1971)
- Barrikady Volgograd (1972~1974)
- Rotor Volgograd (1975~2004)
- Rotor-2 (2005)
- Rotor (2006~2009,2010~2014)
- Rotor Volgograd (2015~2018)
- Rotor (2018~)

## Palmarès

### Competizioni nazionali
- Pervaja Liga: 1

1991
- Vtoraja Liga: 2

1980 (Girone 3), 1981 (Girone 3 e Girone Finale 3)
- Vtoroj divizion: 2

2011-2012 (Girone Sud), 2011-2012 (Girone Sud)
- Vtoraja Nizšaja Liga: 1

1937
- Pervenstvo Futbol'noj Nacional'noj Ligi: 1

2019-2020

### Altri piazzamenti
- Pervaja Liga:

Secondo posto: 1988
- Coppa dell'Unione Sovietica:

Semifinalista: 1945
- Coppa delle Federazioni sovietiche:

Semifinalista: 1990
- Campionato russo:

Secondo posto: 1993, 1997
Terzo posto: 1996
- Coppa di Russia:

Finalista: 1994-1995
Semifinalista: 1995-1996, 1997-1998, 1998-1999
- Coppa Intertoto UEFA:

Finalista: 1996

## Organico

### Rosa 2020-2021
Aggiornata al 27 gennaio 2021
| N. |                      | Ruolo | Calciatore          |
| -- | -------------------- | ----- | ------------------- |
| 1  | Russia (bandiera)    | P     | Aleksandr Dovbnja   |
| 3  | Armenia (bandiera)   | D     | Armen Manowčaryan   |
| 4  | Russia (bandiera)    | D     | Oleg Kožemjakin     |
| 6  | Argentina (bandiera) | D     | Patricio Matricardi |
| 7  | Russia (bandiera)    | C     | Nikolaj Kipiani     |
| 8  | Russia (bandiera)    | C     | Oleg Alejnik        |
| 9  | Georgia (bandiera)   | A     | Beka Mikeltadze     |
| 11 | Russia (bandiera)    | C     | Sergej Serčenkov    |
| 12 | Russia (bandiera)    | D     | Nikita Muromskij    |
| 13 | Russia (bandiera)    | C     | Sergej Makarov      |
| 17 | Russia (bandiera)    | C     | Evgenij Pesegov     |
| 18 | Russia (bandiera)    | A     | Oleg Nikolaev       |
| 19 | Russia (bandiera)    | A     | Kirill Kolesničenko |
| 20 | Russia (bandiera)    | C     | Il'ja Žigulëv       |
| 21 | Georgia (bandiera)   | A     | Giorgi Arabidze     |

| N. |                        | Ruolo | Calciatore              |
| -- | ---------------------- | ----- | ----------------------- |
| 25 | Russia (bandiera)      | D     | Danil Stepanov          |
| 26 | Russia (bandiera)      | C     | Aleksandr Saplinov      |
| 28 | Russia (bandiera)      | D     | Azat Bajryev (capitano) |
| 33 | Georgia (bandiera)     | D     | Solomon Kvirkvelia      |
| 34 | Russia (bandiera)      | P     | Nikita Repin            |
| 46 | Russia (bandiera)      | C     | Dmitrij Sesjavin        |
| 56 | Russia (bandiera)      | D     | Aleksandr Balachonov    |
| 58 | Russia (bandiera)      | P     | Daniil Kuznecov         |
| 59 | Russia (bandiera)      | A     | Jaroslav Šerbin         |
| 72 | Russia (bandiera)      | A     | Kamil' Mullin           |
| 80 | Russia (bandiera)      | D     | Kirill Doncov           |
| 93 | Croazia (bandiera)     | P     | Josip Čondrić           |
| 96 | Brasile (bandiera)     | A     | Flamarion               |
| 99 | Bielorussia (bandiera) | C     | Vladimir Medved'        |
|    | Russia (bandiera)      | C     | Aleksej Nikitin         |